# Frederik Karl af Hessen-Kassel
Frederik Karl (tysk: Friedrich Karl, svensk: Fredrik Karl, finsk: Fredrik Kaarle), født 1. maj 1868, død 28. maj 1940) var en tysk prins af Hessen, der var udpeget til konge af Finland fra oktober til december 1918.
Frederik Karl var en yngre søn af landgreve Frederik af Hessen-Kassel. I oktober 1918 valgte det finske parlament ham til konge af Finland, da det efter Den Finske Borgerkrig var planen, at Finland skulle være et monarki. Han ankom dog aldrig til Finland, og i praksis fungerede han aldrig som konge af Finland. På grund af Tysklands nederlag ved afslutningen af 1. verdenskrig tiltrådte han aldrig som finsk konge, og planerne om et finsk monarki blev opgivet.
I 1925 overtog han positionen som familieoverhovede for Huset Hessen-Kassel fra sin ældre bror Alexander Friedrich.

## Tidlige liv
Prins Frederik Karl af Hessen blev født den 1. maj 1868 på sin families gods Gut Panker nær Plön i den daværende preussiske provins Slesvig-Holsten. Han var den tredje søn af landgreve Frederik af Hessen-Kassel og Anna af Preussen. Han blev født som medlem af fyrstehuset Hessen, der havde hersket over Landgrevskabet Hessen i det centrale Tyskland siden middelalderen. Hans farfars farfars farbror var Frederik 1. af Sverige, som var konge, da Sverige også omfattede Finland. Frederik Karls far Frederik af Hessen-Kassel var nevø til Christian 8. af Danmark og havde været en af de mulige tronarvinger til den danske trone, indtil han overdrog sine rettigheder til sin søster Louise af Hessen-Kassel, der blev dronning af Danmark som ægtefælle til Christian 9. Faderen var praktisk taget dansk opdraget og havde levet hele sit liv i Danmark, men i 1875, da hovedlinjen af huset Hessen-Kassel uddøde, slog han sig ned i Nordtyskland, hvor familien havde udstrakte besiddelser.
Da deres far døde i 1884, blev Frederik Karls ældste bror Friedrich Wilhelm overhovede for huset Hessen-Kassel, og derefter overtog den næste bror Alexander Friedrich posten.
I 1893 giftede han sig med prinsesse Margarethe af Preussen, hvorved han blev svoger til den tyske kejser Wilhelm 2. Denne nære forbindelse til kejseren var én af grundene til, at han blev valgt til konge af Finland.

## Konge af Finland

### Valget af kongen
Finlands landdag valgte Frederik Karl til konge af Finland den 9. oktober 1918. Valget skete efter reglerne i § 38 i den svensk-finske grundlov fra 1772. Nogle jurister bestred dog valgets gyldighed, da de mente, at paragraffen var forældet. 
Frederik Karl gav afkald på tronen den 14. december 1918. 

### Kongens navn
Der er stor usikkerhed om, hvilket navn Frederik Karl ville have valgt, hvis han var kommet til Finland. I eftertidens (uofficielle, semi-officielle) finske dokumenter findes navnet Väinö. I finske dokumenter fra 1918 kaldes han Kaarle eller Fredrik Kaarle.
Et forslag om at optage markante finske landområder i kongens titel lød: "Kaarle I, Suomen ja Karjalan kuningas, Ahvenanmaan herttua, Lapinmaan suuriruhtinas, Kalevan ja Pohjolan isäntä". (På dansk "Karl 1., Finlands og Karelens konge, Ålands hertug, Laplands storfyste, Kalevalas (Bjergenes, Fjeldenes) og Den Botniske Bugts herre (husbond)".)

## Senere liv
Alexander abdicerede som familieoverhovede for Huset Hessen-Kassel den 15. marts 1925 og efterfulgtes af Frederik Karl.
Ved Frederik Karls død efterfulgtes han af sin ældste overlevende søn Philip som slægtens overhoved. Var Frederik Karl blevet konge i Finland, var Wolfgang Moritz sandsynligvis blevet tronfølger.

## Børn
Frederik Karl og hans hustru havde seks børn, heraf to tvillingepar:
- Friedrich Wilhelm Sigismund (1893-1916)
- Maximilian Friedrich Wilhelm Georg (1894-1914)
- Philipp (1896-1980)
- Wolfgang Moritz (1896-1989)
- Christoph Ernst August (1901-1943)
- Richard Wilhelm Leopold (1901-1969)

Tre af sønnerne døde i krig, de to ældste i 1. verdenskrig og den næstyngste i 2. verdenskrig.